# Cyrtocaria regalis
Cyrtocaria regalis is een keversoort uit de familie lieveheersbeestjes (Coccinellidae). De wetenschappelijke naam van de soort is voor het eerst geldig gepubliceerd in 1808 door Olivier.